# Ischioplites yorkensis
Ischioplites yorkensis är en skalbaggsart som beskrevs av Stefan von Breuning 1961. Ischioplites yorkensis ingår i släktet Ischioplites och familjen långhorningar. Inga underarter finns listade i Catalogue of Life.